# Thelazia gulosa
Thelazia gulosa  ist ein Parasit, der die Anhangsorgane des Auges (Bindehaut, Tränenapparat) befällt. Wirte sind vor allem Rinder und Schafe sowie wildlebende Wiederkäuer. Zwischenwirt und Überträger sind Echte Fliegen. Die von Thelazia gulosa und anderen Thelazia-Arten ausgelöste Erkrankung wird als Thelaziose bezeichnet. Der Parasit ist zusammen mit Thelazia rhodesi der häufigste Auslöser einer Thelaziose in Afrika. Der Parasit kommt aber auch in Europa, Asien und Nordamerika vor. Sehr selten kann es auch zu Infektionen des Menschen kommen.

## Merkmale
Thelazia gulosa sind milchig-weiße Würmer mit einer zarten Querstreifung, die nach hinten immer undeutlicher wird. Männchen sind 4,8 bis 10,9 mm lang, Weibchen 4,8 bis 18,8 mm und haben ein langes, sich verjüngendes Hinterende. Die große und tiefe Mundhöhle ist tassenförmig. Männchen haben 8 bis 33 Paare von Analpapillen vor der Kloake und drei Paare hinter ihr. Die beiden Spicula sind asymmetrisch. Die Mundöffnung ist 33 bis 47 μm groß und von vier Kopfpapillen und den beiden Amphiden umgeben. Beidseitig liegt je eine Halspapille. Die Vulva liegt 460 bis 610 μm hinter dem Kopfende, der Anus 70 bis 120 μm vor dem Schwanzende. Der Schwanz der Männchen ist bauchwärts gekrümmt.